# فاستلاين
فاستلاين بالإنجليزية (Fastlane) أحد مهرجانات المصارعة العالمية الترفيهية wwe . بدأ أول مره عام 2015.

## مواعيد وأماكن
| الحدث           | التاريخ        | المدينة                    | المكان         | الحدث الرئيسي                |
| --------------- | -------------- | -------------------------- | -------------- | ---------------------------- |
| فاستلاين (2015) | 25 فبراير 2015 | ممفيس، تينيسي              | فيديكس فوروم   | رومان رينز vs. دانيال برايان |
| فاستلاين (2016) | 21 فبراير 2016 | سانت لويس (ميزوري)، ميزوري | إنتربرايس سنتر | undetermined                 |